# Filmes de 1938 da Republic Pictures

## Introdução
Em 1938, a Republic Pictures lançou cinquenta e uma produções.
The Painted Stallion e Zorro Rides Again, seriados lançados no ano anterior, ganharam versões abreviadas, com pouco mais de uma hora cada. A versão compacta de Zorro Rides Again seria exibida novamente em 1959, o que nunca aconteceu com outro longa-metragem extraído de um seriado da Republic.
Três filmes receberam indicações ao Oscar: o drama de ação Army Girl, em três categorias, e, com uma indicação cada, a aventura colonial Storm Over Bengal e o faroeste Under Western Stars, primeira produção estrelada por Roy Rogers.

## Prêmios Oscar
Décima primeira cerimônia, com os filmes exibidos em Los Angeles no ano de 1938.
| Filme               | Indicações                                                   | Premiações |
| ------------------- | ------------------------------------------------------------ | ---------- |
| Army Girl           | Melhor Fotografia Melhor Mixagem de Som Melhor Trilha Sonora | ---        |
| Storm Over Bengal   | Melhor Trilha Sonora                                         | ---        |
| Under Western Stars | Melhor Canção                                                | ---        |

## Seriados do ano
| Título original         | Título PT/BR          | Título PT/PT                  | Astro       | Diretor                     | Episódios | Gênero            |
| ----------------------- | --------------------- | ----------------------------- | ----------- | --------------------------- | --------- | ----------------- |
| Dick Tracy Returns      | A Volta de Dick Tracy | Os Seis Demónios do Crime     | Ralph Byrd  | John English/William Witney | 15        | Policial          |
| The Fighting Devil Dogs | Demônios em Luta      |                               | Lee Powell  | John English/William Witney | 12        | Aventura/Mistério |
| Hawk of the Wilderness  | O Falcão da Floresta  | A Ilha Selvagem               | Herman Brix | John English/William Witney | 12        | Aventura          |
| The Lone Ranger         | O Guarda Vingador     | A Caverna dos Demónios Negros | Lee Powell  | John English/William Witney | 15        | Faroeste          |

## Filmes do ano
| Título original           | Título PT/BR              | Título PT/PT                  | Astros                            | Diretor                                | Gênero   |
| ------------------------- | ------------------------- | ----------------------------- | --------------------------------- | -------------------------------------- | -------- |
| Army Girl                 | A Pequena do Exército     | A Rapariga do Regimento       | Madge Evans, Preston Foster       | George Nicholls Jr.                    | Ação     |
| Arson Gang Busters        | Polícia Especial          | Os Incendiários               | Robert Livingston, Rosalind Keith | Joseph Kane                            | Policial |
| Billy the Kid Returns     |                           |                               | Roy Rogers, Smiley Burnette       | Joseph Kane                            | Faroeste |
| Born to Be Wild           |                           | Nasceu para Ser Selvagem      | Ralph Byrd, Doris Weston          | Joseph Kane                            | Ação     |
| Call of the Yukon         | O Grito do Yukon          | O Grito do Yukon              | Richard Arlen, Beverly Roberts    | B. Reeves Eason/John T. Coyle          | Aventura |
| Call the Mesquiteers      |                           |                               | Robert Livingston, Ray Corrigan   | John English                           | Faroeste |
| Come on, Leathernecks     | Os Navais em Ação         | Ao Som da Guerra              | Richard Cromwell, Marsha Hunt     | James Cruze                            | Drama    |
| Come on, Rangers!         |                           |                               | Roy Rogers, Mary Hart             | Joseph Kane                            | Faroeste |
| Desert Patrol             |                           |                               | Bob Steele, Rex Rease             | Sam Newfield                           | Faroeste |
| A Desperate Adventure     | Aventura Desesperada      | Começou em Paris              | Ramón Novarro, Marian Marsh       | John H. Auer                           | Comédia  |
| Down in "Arkansaw"        |                           |                               | Leon Weaver, June Weaver          | Nick Grinde                            | Comédia  |
| Durango Valley Raiders    |                           |                               | Bob Steele, Louise Stanley        | Sam Newfield                           | Faroeste |
| The Feud Maker            |                           |                               | Bob Steele, Marion Weldon         | Sam Newfield                           | Faroeste |
| Gangs of New York         | Bandos de Nova York       | A Cidade Inquieta             | Charles Bickford, Ann Dvorak      | James Cruze                            | Policial |
| Gold Mine in the Sky      |                           |                               | Gene Autry Smiley Burnette        | Joseph Kane                            | Faroeste |
| Heroes of the Hills       | Heróis do Sertão          |                               | Robert Livingston, Ray Corrigan   | George Sherman                         | Faroeste |
| The Higgins Family        |                           |                               | James Gleason, Lucile Gleason     | Gus Meins                              | Comédia  |
| Hollywood Stadium Mystery | O Mistério de Hollywood   |                               | Neil Hamilton, Evelyn Venable     | David Howard                           | Mistério |
| I Stand Accused           |                           |                               | Robert Cummings, Helen Mack       | John H. Auer                           | Policial |
| Invisible Enemy           |                           | O Poder do Inimigo Invisível  | Alan Marshal, Tala Birell         | John H. Auer                           | Policial |
| King of the Newsboys      | O Rei dos Jornaleiros     |                               | Lew Ayres, Helen Mack             | Bernard Vorhaus                        | Drama    |
| Ladies in Distress        | Senhoras em Perigo        | O Ladrão Salvou a Cidade      | Alison Skipworth, Polly Moran     | Gus Meins                              | Drama    |
| Man from Music Mountain   |                           |                               | Gene Autry, Smiley Burnette       | Joseph Kane                            | Faroeste |
| The Night Hawk            | Reportagem Noturna        | A Águia Nocturna              | Robert Livingston, June Travis    | Sidney Salkow                          | Policial |
| The Old Barn Dance        |                           |                               | Gene Autry, Smiley Burnette       | Joseph Kane                            | Faroeste |
| Orphans of the Street     |                           |                               | Tommy Ryan, Robert Livingston     | John H. Auer                           | Mistério |
| Outlaws of Sonora         | Espoliadores de Sonora    |                               | Robert Livingston, Ray Corrigan   | George Sherman                         | Faroeste |
| Outside of Paradise       | Na Porta do Paraíso       |                               | Phil Regan, Penny Singleton       | John H. Auer                           | Musical  |
| Overland Stage Raiders    | Bandidos Encobertos       |                               | John Wayne, Ray Corrigan          | George Sherman                         | Faroeste |
| The Painted Stallion      | O Aliado Misterioso       | O Mensageiro do Cavalo Branco | Ray Corrigan, Hoot Gibson         | Ray Taylor, Alan James, William Witney | Faroeste |
| Pals of the Saddle        | Traição no Deserto        |                               | John Wayne, Ray Corrigan          | George Sherman                         | Faroeste |
| Paroled -- to Die         |                           |                               | Bob Steele, Kathleen Eliot        | Sam Newfield                           | Faroeste |
| Prairie Moon              |                           |                               | Gene Autry, Smiley Burnette       | Ralph Staub                            | Faroeste |
| Prison Nurse              | Amor no Cárcere           | A Enfermeira do Presídio      | Henry Wilcoxon, Marian Marsh      | James Cruze                            | Drama    |
| The Purple Vigilantes     | Os Justiceiros            |                               | Robert Livingston, Ray Corrigan   | George Sherman                         | Faroeste |
| Red River Range           | Ronda de Sangue           |                               | John Wayne, Ray Corrigan          | George Sherman                         | Faroeste |
| Rhythm of the Saddle      |                           |                               | Gene Autry, Smiley Burnette       | George Sherman                         | Faroeste |
| Riders of the Black Hill  |                           |                               | Robert Livingston, Ray Corrigan   | George Sherman                         | Faroeste |
| Romance on the Run        |                           |                               | Donald Woods, Patricia Ellis      | Gus Meins                              | Comédia  |
| Santa Fe Stampede         | Forcas e Facas            |                               | John Wayne, Ray Corrigan          | George Sherman                         | Faroeste |
| Shine On, Harvest Moon    |                           |                               | Roy Rogers, Mary Hart             | Joseph Kane                            | Faroeste |
| Storm Over Bengal         | Tempestade Sobre Bengala  | A Carga da Brigada Imperial   | Patric Knowles, Richard Cromwell  | Sidney Salkow                          | Aventura |
| Tenth Avenue Kid          | O Valente da 10a. Avenida | O Garoto da 10a. Avenida      | Bruce Cabot, Beverly Roberts      | Bernard Vorhaus                        | Policial |
| Thunder in the Desert     |                           |                               | Bob Steele, Louise Stanley        | Sam Newfield                           | Faroeste |
| Under Western Stars       | Sob as Estrelas do Oeste  | Sob as Estrelas do Oeste      | Roy Rogers, Smiley Burnette       | Joseph Kane                            | Faroeste |
| Western Jamboree          |                           |                               | Gene Autry, Smiley Burnette       | Ralph Staub                            | Faroeste |
| Zorro Rides Again         | A Volta de El Zorro       | A Volta do Zorro              | John Carroll, Helen Christian     | John English, William Witney           | Faroeste |